# Eleccions al Parlament Europeu de 1979 (Alemanya Occidental)
Les eleccions al Parlament Europeu de 1979 a Alemanya Occidental van ser les eleccions celebrades el 10 de juny per a escollir als 81 eurodiputats alemanys per a la I legislatura del Parlament Europeu. D'aquests diputats, 78 s'escollien amb sufragi directe i 3 d'ells per part de la Cambra de Diputats de Berlín, per l'estatus especial de Berlín Occidental. Les eleccions van tenir lloc el mateix dia que les eleccions regionals de Saarland.

## Resultats
Els partits de l'oposició, la Unió Demòcrata Cristiana d'Alemanya i la Unió Social Cristiana de Baviera, van obtenir junts més vots i escons que la coalició governant del Partit Socialdemòcrata d'Alemanya i el Partit Democràtic Lliure. Els dos partits conservadors van aconseguir 13.700.205 de vots i 40 eurodiputats directes enfront dels 13.032.666 i 38 escons dels socialdemòcrates i liberals.
A més, l'associació política Els Verds es va constituir com el primer espai verd en l'àmbit estatal, i tot i que va fracassar pel llindar mínim del 5% dels vots, el bon resultat aconseguit (3,2%) i el finançament del partit resultant, de 4,5 milions de marcs, van portar a la fundació del partit federal Els Verds el 1980.
Per acabar, Berlín Occidental, a causa del seu estatus especial, no podia participar de les eleccions. Si bé, el govern de la ciutat va elegir directament tres diputats: 2 de la Unió Demòcrata Cristiana d'Alemanya i 1 del Partit Socialdemòcrata d'Alemanya.
| Candidatura                               | Facció europea        | Sufragis   | Sufragis | Escons    | Escons    |
| Candidatura                               | Facció europea        | Vots       | %        | Dip.      | Dif.      |
| ----------------------------------------- | --------------------- | ---------- | -------- | --------- | --------- |
| Partit Socialdemòcrata d'Alemanya (SPD)   | UPSCE                 | 11.370.045 | 40,83%   | 34        |           |
| Unió Demòcrata Cristiana d'Alemanya (CDU) | PPE                   | 10.883.085 | 39,08%   | 32        |           |
| Unió Social Cristiana de Baviera (CSU)    | PPE                   | 2.817.120  | 10,12%   | 8         |           |
| Partit Liberal Demòcrata                  | LDE                   | 1.662.621  | 5,97%    | 4         |           |
| Els Verds (GRÜNE)                         |                       | 893.683    | 3,21%    |           |           |
| Partit Comunista Alemany                  |                       | 112.055    | 0,40%    |           |           |
| Partit Popular Bavarès                    |                       | 45.311     | 0,16%    |           |           |
| Partit Europeu dels Treballadors          |                       | 31.822     | 0,11%    |           |           |
| Centre                                    |                       | 31.367     | 0,11%    |           |           |
| Vots a candidatures                       | Vots a candidatures   | 26.671.851 | 99,10%   | 78        |           |
| Vots nuls o no vàlids                     | Vots nuls o no vàlids | 251.763    | 0,90%    | Bundesamt | Bundesamt |
| Vots emesos                               | Vots emesos           | 26.923.614 | 65,73%   | Bundesamt | Bundesamt |
| Cens total                                | Cens total            | 42.751.940 |          | Bundesamt | Bundesamt |